# Frédéric Laluque
Pas d'image ? Cliquez ici

a Compétitions nationales et continentales officielles uniquement.

Frédéric Laluque, né le 14 février 1974 à Orléans, est un joueur de rugby à XV français qui évoluait au poste de deuxième ligne. Il a terminé sa carrière au sein de l'effectif de l'US Quillan et y est devenu entraineur.

## Biographie
Frédéric Laluque commence le rugby à Orléans où le club évolue en première division groupe B.
Alors que son club formateur atteint la finale du championnat et rejoint le groupe A2 à l'issue de la saison 1996-1997, il part pour l'AS Béziers avec qui il découvre l'élite et passe alors professionel.
Béziers est relégué 2 ans plus tard, il rejoint alors le Castres olympique en 1999-2000.
Il est ainsi titulaire en finale du Challenge européen en 2000, où le CO s'incline face à la Section paloise.

## Palmarès
- Finaliste du Groupe B en 1997 avec le RC Orléans
- Vainqueur du Groupe B2 en 1993 avec le RC Orléans
- Finaliste du Challenge européen en 2000 avec le Castres olympique
- Vainqueur de Fédérale 1 en 2006 avec l'UA Gaillac
- Vainqueur de Fédérale 1 en 2008 avec l'US Colomiers